# Jaroslav Kovář mladší
Jaroslav Kovář mladší (21. září 1905 Brno – 16. července 1987 Olomouc) byl český architekt a kreslíř, působící zejména v Olomouci.

## Život
Narodil se v Brně jako prvorozený syn architekta Jaroslava Kováře staršího a jeho první manželky Boženy, rozené Otáhalové. V 50. letech 20. století byl pronásledován komunistickým režimem z politických důvodů.
Je pochován v rodinné hrobce na Ústředním hřbitově v Olomouci-Neředíně.

## Dílo

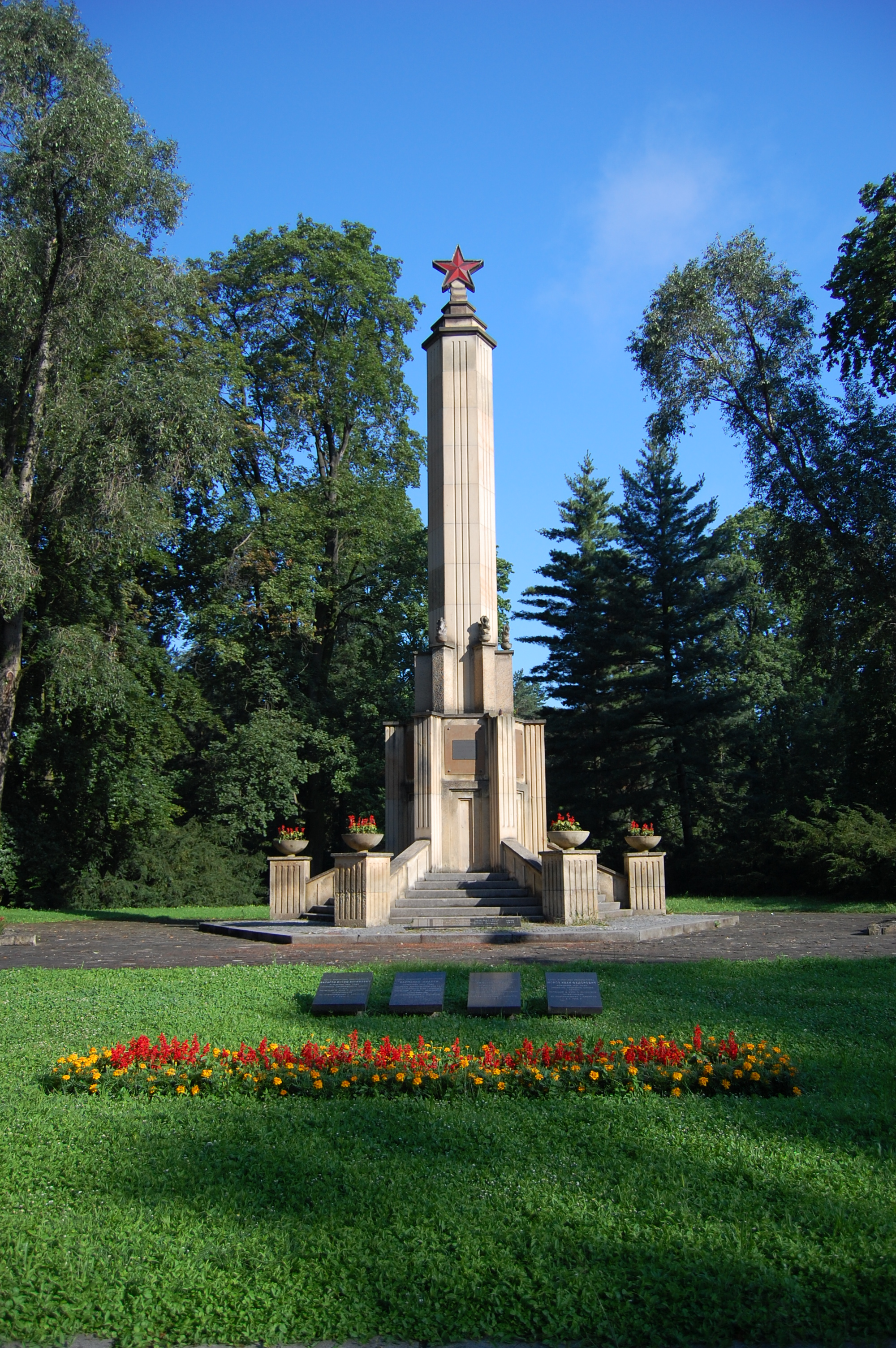
Památník Rudé armády v Olomouci

V letech 1932 až 1934 působil u otce jako projektant. Jejich společným dílem byl např. návrh na obchodní dům ASO podnikatele Josefa Andera ml. v peruánské Limě či návrh na hotel Přerov v Olomouci. V roce 1945 se stal autorem vítězného návrhu Památníku Rudé armády v Olomouci, který je považován za první architektonické dílo socialistického realismu v Československu. Jeho další tvorbu narušilo politické pronásledování v 50. letech 20. století.